# Pour un oui ou pour un non
Pour un oui ou pour un non est une pièce de théâtre de Nathalie Sarraute, créée comme pièce radiophonique en décembre 1981, publiée en 1982 et représentée pour la première fois au théâtre en 1986. 
C'est la pièce la plus jouée de Nathalie Sarraute, avec plus de 600 représentations professionnelles depuis sa création. 

## Éléments historiques
Elle a obtenu une nomination pour le Molière de l'auteur francophone vivant en 1987. 
Elle a été filmée en 1988 par Jacques Doillon, avec Jean-Louis Trintignant, André Dussollier, Joséphine Derenne et Pierre Forget. 
Elle a été traduite en espagnol par Juan d'Ors.

## Synopsis
Un homme (H. 1) rend visite à son ami (H. 2) pour comprendre pourquoi celui-ci l'ignore depuis quelque temps. H. 2, après quelques hésitations, lui répond qu'il prend ses distances à la suite d'une remarque condescendante d'H. 1 : « C'est bien, ça. »
La conversation devient alors un débat, puis un conflit, en se développant autour de l'interprétation de cette formule, du ton sur lequel elle a été prononcée et de ses connotations plus ou moins cryptées.

## Les personnages
Pour un oui ou pour un non met en scène quatre personnages, sans noms : H1, H2, H3, et F. H signifiant homme, et F signifiant femme.

## Analyse littéraire
La pièce s'articule autour d'un dialogue suspendu ; elle arrête l'action sur une immobilisation provisoire d'une portion d'une conversation passée. Cet arrêt remet en cause le sens de cette conversation. On croit d'abord qu'il s'agit d'une simple explication de texte, mais il révèle un traumatisme. La parole, en effet, n'est pas seulement un texte, mais elle est aussi une gestuelle humaine. Cette gestuelle brouille le sens. L'enquête sur le possible sens de cette parole met au jour un enchevêtrement de scènes vécues, toujours rejouées, jamais comprises. L'explication ne fait qu'aggraver la crise. Le grossissement de scènes vues et revues, arrêtées pour se soumettre à l'enquête, donne un effet comique. Mais l'aspect cruel et aveugle des relations entre personnages continue plutôt l'univers que Franz Kafka avait déjà commencé.